# District de Ngororero

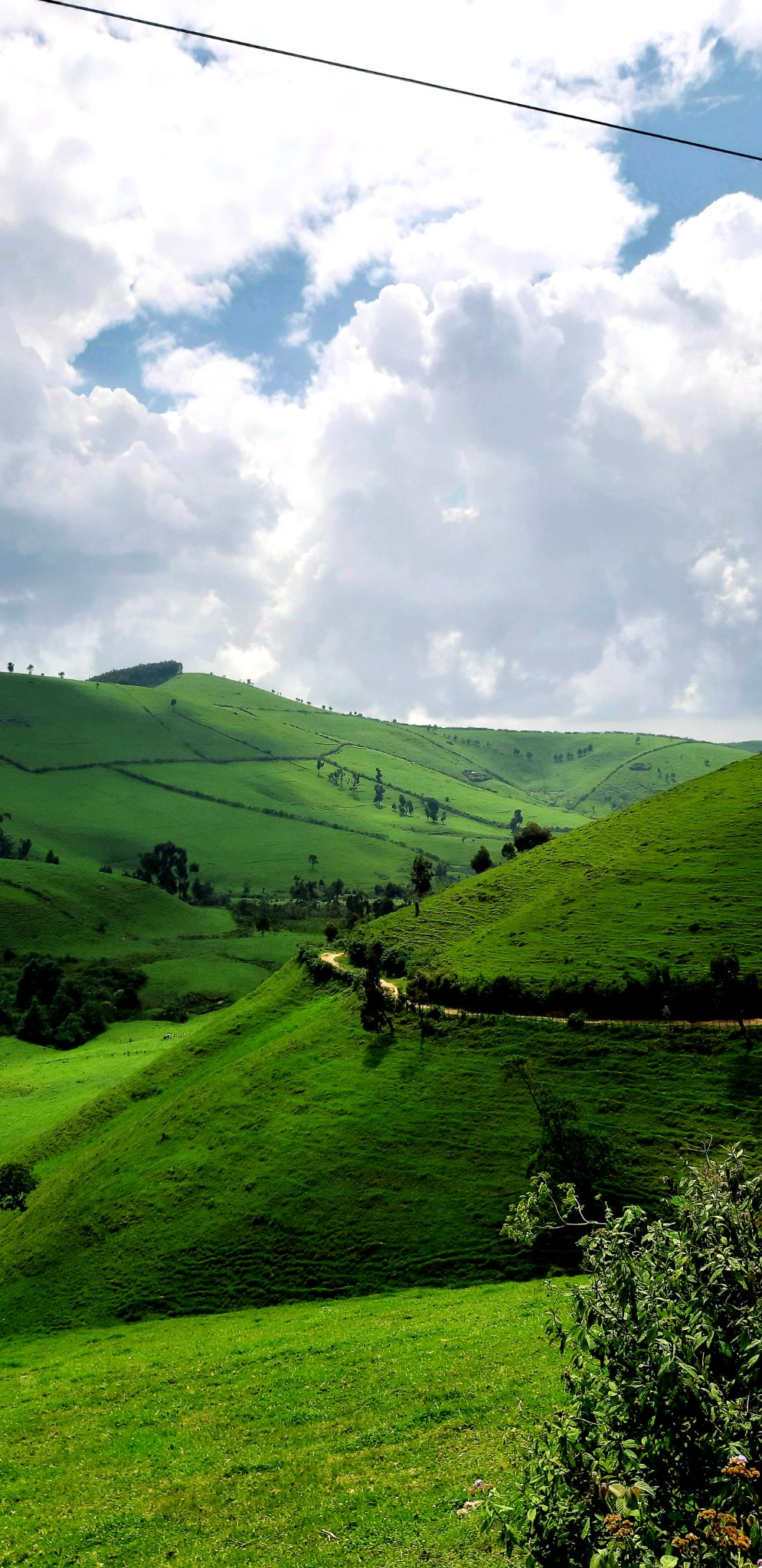
Paysage verdoyant.

Le district de Ngororero est un district qui se trouve dans la Province de l'Ouest du Rwanda.
Il se compose de 13 secteurs (imirenge) : Bwira, Gatumba, Hindiro, Kabaya, Kageyo, Kavumu, Matyazo, Muhanda, Muhororo, Ndaro, Ngororero, Nyange et Sovu.
Au recensement de 2012, la population globale est de 282 249 habitants.
Le chef-lieu est Ngororero.